# Cheptainville
Cheptainville – miejscowość i gmina we Francji, w regionie Île-de-France, w departamencie Essonne.
Według danych na rok 1990 gminę zamieszkiwało 1361 osób, a gęstość zaludnienia wynosiła 190 osób/km² (wśród 1287 gmin regionu Île-de-France Cheptainville plasuje się na 572. miejscu pod względem liczby ludności, natomiast pod względem powierzchni na miejscu 541.).